# Jim Lloyd
Pour les articles homonymes, voir Lloyd.
Jim Lloyd, de son vrai nom James Lloyd, est un boxeur britannique, né le 5 juillet 1939 à Liverpool et mort le 22 mars 2013 à Skelmersdale.

## Carrière
Aux Jeux olympiques de Rome en 1960, il remporte la médaille de bronze en poids welters.